# Hylesia melanostigma
Hylesia melanostigma is een vlinder uit de familie nachtpauwogen (Saturniidae), onderfamilie Hemileucinae.
De wetenschappelijke naam van de soort is voor het eerst geldig gepubliceerd door Herrich-Schäffer in 1855.